# Anoplocapros amygdaloides
Anoplocapros amygdaloides es una especie de peces de la familia Aracanidae en el orden de los Tetraodontiformes.

## Morfología
Los machos pueden llegar alcanzar los 30 cm de longitud total.

## Hábitat
Es un pez de mar de clima subtropical que vive 5-100 entre m de profundidad

## Distribución geográfica
Se encuentra al sur de Australia: entre Australia Occidental y Australia Meridional.